# Oskar Lidén
Oskar Linus Lidén, född 8 december 1870 i Ornunga församling, Älvsborgs län, död 22 mars 1957 i Lund, var en svensk skolledare och arkeolog. 

Lidén, som var son till lantbrukare August Ericsson och Anna Cajsa Johansson, avlade folkskollärarexamen i Göteborg 1894, blev filosofie kandidat vid Lunds universitet 1917, filosofie licentiat 1937 och filosofie doktor 1938. Han blev folkskollärare i Eskilstuna 1894, i Norberg 1896 och rektor vid högre folkskolan i Jonstorp 1909. Han blev folkskoleinspektör i Upplands södra distrikt 1919 och innehade motsvarande befattning i Sydsmålands västra distrikt 1920–1935. 
Lidén författade ett flertal kulturhistoriska och arkeologiska arbeten. Han blev ledamot av Det Kongelige Nordiske Oldskriftselskab 1921 och korresponderande ledamot av Kungliga Vitterhetsakademien 1940. Han blev hedersledamot i nordvästra Skånes krets av högre folkskolors lärarförening 1934, i föreningen för Smålands fornminnen och kulturhistoria i Växjö 1941 och i Smålands nation i Lund 1947. I Jonstorp invigdes 2015 en staty av honom.